# Jordan EJ12
Der Jordan EJ12 war der Formel-1-Rennwagen von Jordan Grand Prix für die Saison 2002. Er war der zwölfte Wagen von Jordan insgesamt und direkter Nachfolger des Jordan EJ11.

## Allgemein
Nach der eher ernüchternden Saison 2001 verfügte Jordan 2002 über deutlich weniger Geldmittel als die Jahre davor. Das Auto sollte durch eine neuartige Aerodynamik und Gewichtsersparnis das starke Honda-Triebwerk effektiver machen. Entgegen allen Hoffnungen erwies sich der EJ12 von Beginn an als nicht sehr konkurrenzfähig. Beide Fahrer platzierten sich nur selten in den Punkterängen. Die meisten Punkte erzielte Giancarlo Fisichella, der drei fünfte und einen sechsten Platz erreichte. Satō benötigte die Zeit bis zum letzten Saison- und gleichzeitig Heim-Grand-Prix, um zu punkten, fuhr dort jedoch auf Platz fünf. Am Ende wurde Jordan mit neun Punkten Sechster in der Konstrukteurswertung und ließ Arrows, Jaguar, Minardi, BAR, das ebenfalls mit Honda-Motoren antrat, und das neue Toyota-Team hinter sich. Siege, Podestplätze oder gar WM-Titel schienen in unerreichbare Ferne gerückt zu sein.

## Technik
Für die Saison 2002 entwickelte Jordan ein eher unkonventionelles Fahrzeug, das insbesondere durch seine sehr schmalen Seitenkästen sowie tief abgesenkte Nase auffiel. Die Frontflügelkonstruktion des Vorjahreswagens Jordan EJ11 mit zwei je 45 Grad geneigten Querstreben wurde beibehalten. Das durch die neuen Seitenkästen verlorene Gewicht sollte der Geschwindigkeit und der besseren Kraftausnutzung des Motors zugutekommen. Die Reifen wurden wieder von Bridgestone bezogen, das Benzin im Gegensatz zu den Vorjahren nicht mehr von Elf Aquitaine, sondern von Liqui Moly.
Wie schon beim Vorgängermodell EJ11 verwendete Jordan ein Siebenganggetriebe mit zusätzlichem Rückwärtsgang sowie Motorisierung von Honda. Das japanische Unternehmen stellte den Honda-RA002E-3,0-l-Zehnzylinder zur Verfügung, den auch British American Racing im BAR 004 einsetzte. Das Aggregat entwickelte zwischen 835 und 865 PS bei bis zu 18.800 Umdrehungen pro Minute. Jeder Zylinder hatte vier Ventile. Als Einspritzsystem wurde das Honda-PGM-FI-System verwendet, als Zündsystem das Honda PGM-IG. Zündkerzen wurden von NGK Spark Plug bezogen.

## Sponsoren und Lackierungen
Das Fahrzeug war fast ganz in Gelb gehalten – nur Front- und Heckflügel sowie die Unterseite der Seitenkästen und die Felgen waren schwarz. Mit der neuen Saison rückten DHL und die Deutsche Post zu Hauptsponsoren auf und traten dementsprechend auf der Fahrzeugnase, an den Seitenkästen, auf der Lufthutze und der Seite des Cockpits auf. Der bisherige Hauptsponsor Benson & Hedges rückte in den Hintergrund und erschien nur noch auf Front- und Heckflügel sowie der Oberseite der Fahrzeugnase. Neben Motorenlieferant Honda gab es zusätzlich noch einige kleinere Sponsoren.
Zum ersten Mal seit 1997 zierte keine Zeichnung eines Tieres die Seiten der Fahrzeugnase. In Ländern, in denen Tabakwerbung untersagt war, wurden im Logo von Benson & Hedges die Buchstaben N, S, und H schwarz abgeklebt – es erschien der Satz „Be On Edge“ („Sei gereizt“).

## Fahrer
Zur Saison verpflichtete Eddie Jordan zwei neue Fahrer. Der bereits erfahrene Italiener Giancarlo Fisichella pilotierte den ersten Wagen mit der Startnummer 9, während Neuzugang Takuma Satō, der von Honda vermittelt worden war, mit der Startnummer 10 als zweiter Fahrer antrat. Der Brasilianer Ricardo Zonta blieb schon wie im Vorjahr Testfahrer. Fisichella war seinem Teamkollegen sowohl im Qualifying als auch im Rennen fast ausnahmslos überlegen und erzielte mit 7 einen Großteil der Gesamtpunkte für die Saison. Satōs Erfolg kam erst beim Heim-Grand-Prix in Suzuka, als er nach einem starken Qualifying das Rennen als Fünfter beendete und dafür von den heimischen Zuschauern gefeiert wurde.
Am Ende der Saison verblieb Fisichella im Team, während Takuma Satō zu British American Racing wechselte, das später Werksteam von Honda werden sollte. Seinen Platz nahm 2003 der Ire Ralph Firman ein, der in zwei Rennen von Zsolt Baumgartner aus Ungarn vertreten wurde. Zontas Vertrag wurde nicht verlängert.

## Ergebnisse
| Fahrer                          | Nr.                             | 1   | 2  | 3   | 4   | 5   | 6   | 7   | 8  | 9   | 10  | 11  | 12  | 13 | 14  | 15 | 16 | 17  | Punkte | Rang |
| ------------------------------- | ------------------------------- | --- | -- | --- | --- | --- | --- | --- | -- | --- | --- | --- | --- | -- | --- | -- | -- | --- | ------ | ---- |
| Formel-1-Weltmeisterschaft 2002 | Formel-1-Weltmeisterschaft 2002 |     |    |     |     |     |     |     |    |     |     |     |     |    |     |    |    |     | 9      | 6.   |
| G. Fisichella                   | 09                              | DNF | 13 | DNF | DNF | DNF | 5   | 5   | 5  | DNF | 7   | DNQ | DNF | 6  | DNF | 8  | 7  | DNF | 9      | 6.   |
| T. Satō                         | 10                              | DNF | 9  | 9   | DNF | DNF | DNF | DNF | 10 | 16  | DNF | DNF | 8   | 10 | 11  | 12 | 11 | 5   | 9      | 6.   |

| Legende  | Legende            | Legende                                                          |
| Farbe    | Abkürzung          | Bedeutung                                                        |
| -------- | ------------------ | ---------------------------------------------------------------- |
| Gold     | –                  | Sieg                                                             |
| Silber   | –                  | 2. Platz                                                         |
| Bronze   | –                  | 3. Platz                                                         |
| Grün     | –                  | Platzierung in den Punkten                                       |
| Blau     | –                  | Klassifiziert außerhalb der Punkteränge                          |
| Violett  | DNF                | Rennen nicht beendet (did not finish)                            |
| Violett  | NC                 | nicht klassifiziert (not classified)                             |
| Rot      | DNQ                | nicht qualifiziert (did not qualify)                             |
| Rot      | DNPQ               | in Vorqualifikation gescheitert (did not pre-qualify)            |
| Schwarz  | DSQ                | disqualifiziert (disqualified)                                   |
| Weiß     | DNS                | nicht am Start (did not start)                                   |
| Weiß     | WD                 | zurückgezogen (withdrawn)                                        |
| Hellblau | PO                 | nur am Training teilgenommen (practiced only)                    |
| Hellblau | TD                 | Freitags-Testfahrer (test driver)                                |
| ohne     | DNP                | nicht am Training teilgenommen (did not practice)                |
| ohne     | INJ                | verletzt oder krank (injured)                                    |
| ohne     | EX                 | ausgeschlossen (excluded)                                        |
| ohne     | DNA                | nicht erschienen (did not arrive)                                |
| ohne     | C                  | Rennen abgesagt (cancelled)                                      |
| ohne     | keine WM-Teilnahme |                                                                  |
| sonstige | P/fett             | Pole-Position                                                    |
| sonstige | 1/2/3/4/5/6/7/8    | Punktplatzierung im Sprint-/Qualifikationsrennen                 |
| sonstige | SR/kursiv          | Schnellste Rennrunde                                             |
| sonstige | *                  | nicht im Ziel, aufgrund der zurückgelegten Distanz aber gewertet |
| sonstige | ()                 | Streichresultate                                                 |
| sonstige | unterstrichen      | Führender in der Gesamtwertung                                   |